# Premio Lewis Thomas
El premio Lewis Thomas de escritura sobre ciencia (Lewis Thomas Prize for Writing about Science) , llamado así por su primer destinatario, Lewis Thomas, es un premio literario anual otorgado por la Universidad Rockefeller  a científicos o médicos que se considera que han conseguido un logro literario significativo; reconoce a los "científicos como poetas". Originalmente llamado Premio Lewis Thomas para el científico como poeta, el premio se otorgó por primera vez en 1993. Los escritos de los destinatarios cierran la brecha entre el laboratorio y el mundo en general, en el espíritu de la colección de ensayos de Lewis Thomas The Lives of a Cell . 
La ceremonia de entrega de premios suele tener la forma de una conferencia; los ganadores reciben una medalla, una mención y un premio en efectivo.
Los ganadores posteriores del premio, otorgado en primer lugar para el año 1993 a Thomas, han sido:
- François Jacob (1994)
- Abraham Pais ( 1995)
- Freeman Dyson (1996)
- Max Perutz (1997)
- Ernst Mayr ( 1998)
- Steven Weinberg ( 1999)
- EO Wilson ( 2000)
- Oliver Sacks (2001)
- Jared Diamond ( 2002)
- Richard Fortey (2003)
- Jean-Pierre Changeux (2004)
- Thomas Eisner (2005)
- Richard Dawkins (2006)
- James D. Watson (2007)
- Robert Sapolsky (2008)
- Martin Rees (2009)
- Kay Redfield Jamison (2012)
- Frances Ashcroft (2013)
- Atul Gawande (2014)[4]
- Ian Stewart y Steven Strogatz (2015)
- Sean B Carroll (2016)
- Sylvia Earle (2017)
- Kip Thorne (2018)
- Siddhartha Mukherjee (2019)[5]
- Richard Prum (2021)
- Jennifer L. Eberhardt (2022)
- Suzanne Simard (2023)[6]
- Carlo Rovelli (2024)[7]
- Stanislas Dehaene (2025) [8]